# Karl-Heinz Metzner
Karl-Heinz Metzner (9. januar 1923 – 25. oktober 1994) var en tysk fodboldspiller, der som forsvarsspiller på det vesttyske landshold var med til at vinde guld ved VM i 1954 i Schweiz, efter den sensationelle 3-2 sejr i finalen over storfavoritterne fra Ungarn. Han var dog ikke på banen i turneringen. I alt nåede han at spille to landskampe, der begge kom inden VM-titlen.
Metzner var på klubplan primært tilknyttet Hessen Kassel i sin fødeby.